# روي فانينبورغ
روي فانينبورغ هو مدرب كرة قدم ولاعب كرة قدم سورينامي في مركز الوسط، ولد في 1948 في باراماريبو في سورينام. شارك مع منتخب سورينام لكرة القدم. أما مع النوادي، فقد لعب مع نادي روبن هود الرياضي.

## وصلات خارجية
- روي فانينبورغ على موقع عالم كرة القدم.نت (الإنجليزية)